# 楊鋭
楊 鋭（よう えい、Yang Rui、1857年 - 1898年）は、清末の変法派の官僚。字は叔嶠または鈍叔、号は蝉隠。
四川省綿竹県出身。尊経書院を卒業。張之洞の知遇を得、張之洞が両広総督として任地に赴いたときに随行している。1889年、内閣中書に採用された。1898年、戊戌の変法の際には湖南巡撫陳宝箴の推挙で四品卿となり、譚嗣同・林旭・劉光第とともに軍機章京として新政に参加している。しかし戊戌の政変で西太后が政権を奪回すると、譚嗣同・楊深秀・林旭・劉光第・康広仁とともに斬られた。彼らは戊戌六君子と呼ばれる。
著作には『説経堂詩草』がある。